# Heather Abadie
Heather Abadie (21 de febrero de 2003) es una deportista de Canadá que compite en atletismo. Ganó una medalla de bronce en el Campeonato Mundial de Atletismo Sub-20 de 2021, en la prueba de salto con pértiga.